# クイーンズ・イングリッシュ・ソサエティー
クイーンズ・イングリッシュ・ソサエティー(Queen's English Society) は、認識されている質の低下から英語を守ることを目的としたイギリスの慈善団体である。会長は、インペリアル・カレッジ・ロンドンの遺伝学の元講師(reader)のバーナード・ラム(Bernard Lamb)である。

## 歴史
クイーンズ・イングリッシュ・ソサエティーは、オックスフォード大学の卒業生で教師のジョー・クリフトンによって1972年に設立された。ソサエティーの会合はアランデルで開催され、会員は新聞や放送局に手紙を書き、認識された言語の誤りやあいまいな話し言葉について指摘した。
ソサエティーは、子供の教育について懸念していると主張している。ソサエティーでは、教師は英語の使用における特定の誤りを見つけるために訓練されるべきであると信じている。1988年、ソサエティーは、当時の教育科学大臣であるケネス・ベイカーに「構文解析や文の分析を含む正式な文法の強制的な研究を学校のカリキュラムに導入する」ことを求める請願書を提出した。
ソサエティーの目的は、その規約で「口語と文語の両方で使用される英語について、維持・知識・理解・発展・評価を促進すること。その正確でエレガントな使用法について公衆を教育すること。明瞭さやユーフォニー（快い音調）に有害なものの侵入を思いとどまらせること」と規定されている。
2012年6月4日、ソサエティーの定例会合で、退任する役員の代わりとなる候補者がいなかったため、会長のレア・ウィリアムズ(Rhea Williams)は、ソサエティーが存続できないと発表した。しかし、同年9月に役員の志願者が現れたため、存続することができた。

## QES英語アカデミー
2010年6月、QESは、英語のリファレンスWebサイトである英語アカデミー(Academy of English)を開設したことを発表した。アカデミーの創設者は、「現時点では、何でもありです。英語の良い、正しい、適切な明確な基準を設定しましょう。判断を下すための一連のものを作りましょう」と語ったと伝えられた。
アカデミーは肯定的な報道も否定的な報道も広く報道し、QESは会員数が急増した。2010年9月、アカデミーはQESのWebサイトから独自の理事会による別のWebサイトに移管され、QESのサイトと相互にリンクされている。

### 評価
『デイリー・テレグラフ』の社説では、QESアカデミーは「歓迎と長い延滞の両方」であり、「英語は前例のない攻撃にさらされていた時代に、自らを守るために残されていた」と評した。『ガーディアン』は、アカデミーは「革新から言語を保護する」ことを目指していると信じていたが、その会員は「時代とともに動いている」と主張した。
アメリカの音声学者マーク・リーベルマンは、QESを「あなたが予想するよりもさらに非論理的で、偽善的で、十分な情報がない」と評した。『ボルチモア・サン』でジョン・E・マッキンタイアは、Stan Careyによる初期のウェブサイトの分析を参照して次のように書いた。「言語に対するシシボレテ（特定の階級などの独特の慣習）と迷信の気難しい組み合わせは、彼らの言語の熟達したと思われる悲しい悲しいささいなスノッブ根性と組み合わされて、これらの人々に、QESを道理を聞き分けないものにする」コメディアンのデイビッド・ミッチェルは、アカデミーの「自己指定」の性質を嫌い、「彼らはどのような権威によって判断を下すのでしょうか?」と尋ねた。この提案は、『エコノミスト』のレーン・グリーンによって懐疑的に受け取られた。

## 出版
ソサエティーは、1979年から会員向けの季刊の雑誌『クエスト』(Quest)を発行している。雑誌の内容は、会員からの手紙や、ニュース、書評、パズル、詩などである。
QESが発刊した書籍には、The Queen's English: And How to Use It（バーナード・ラム著）や、『クエスト』の記事を集めたShakin' the Ketchup Bot'leがある。